# Jordi Pujol Puente
Jordi Pujol Puente (Barcelona, 10 de desembre 1966 – Sarajevo, 17 de maig de 1992) va ser un fotoperiodista català que va perdre la vida mentre informava des del setge de Sarajevo (Bòsnia i Hercegovina), a l’inici de la guerra del 1992-95. Les seves fotografies, difoses en exclusiva a l’Estat espanyol pel diari Avui i a nivell mundial per l’agència nord-americana Associated Press (AP), van desfermar una onada de solidaritat a la societat catalana en favor de la pau i el dret de Sarajevo a defensar-se de l’agressió. Pujol Puente va ser el primer periodista estranger mort al conflicte bosnià.

## Biografia[calcitació]
Segon de tres germans, nascut en una família tradicional barcelonina, Jordi Pujol Puente va ser educat en el gust per l’art, sobre tot l’Òpera, la medicina, les llengües, la història i la bona cuina, però, especialment, en el respecte a la diversitat i els drets humans. Tot i cursar el final dels estudis secundaris als Estats Units, ben aviat es va interessar per la cultura oriental i africana, aconseguint col·laborar amb una agència de viatges, amb la que va descobrir el sud-est asiàtic (Laos i Tailàndia), Kènia i Jordània.
Tenia talent per a les arts marcials (va arribar a cinturó negre de karate i a competir en kick-boxing), que li donaven l'equilibri entre l’adrenalina i la prudència que va mostrar en els seus primers encàrrecs com a fotoperiodista.
Va estudiar Ciències de la Informació a la Universitat Autònoma de Barcelona. Abans de finalitzar la carrera, amb tres assignatures pendents, va començar a treballar com a freelance pel diari en català Avui i per l’agència nord-americana Associated Press cobrint la Guerra de Bòsnia i Hercegovina.

## Mort a Sarajevo
El migdia del 17 de maig de 1992 una granada de morter va impactar al carrer Sukbunar del barri de Skenderija de la ciutat de Sarajevo. La metralla del projectil va enganxar de ple a dos fotoperiodistes estrangers, el català Jordi Pujol Puente i el nord-americà David Brauchli. Pujol, que no duia armilla antibales, va morir pocs minuts després enmig del carrer, mentre que Brauchli, mal ferit va poder arrossegar-se a un portal, on va ser rescatat pels veïns i conduit a l’hospital de Koševo.
La mort de Jordi Pujol Puente no va ser mai investigada ni denunciada davant de cap tribunal, tot i que va tenir lloc en un dia inusualment tranquil, pràcticament sense bombardejos, i quan ell i Brauchli tornaven de fotografiar la línia del front que dominaven les milícies sèrbies de Bòsnia.
L’atac va obligar els reporters d’AP i el company de Pujol Puente a l’Avui, Eric Hauck, a replegar-se i deixar la ciutat, tres dies després de l’operació de Brauchli i només quan van aconseguir negociar “un corredor segur” amb les milícies per sortir del setge en direcció a la costa adriàtica.
La sobtada mort de Pujol Puente va copsar les portades de bona part dels diaris nacionals i internacionals el 18 de maig, provocant una especial commoció entre la societat catalana que, vivint el setge com a propi, va intensificar les mostres de solidaritat cap a Sarajevo.
Jordi Pujol Puente forma part de la tràgica llista de 155 periodistes morts a les guerres de l’antiga Iugoslàvia (1991-1999), documentades a l’informe “Last despatches” del BIRN.
La seva història ha servit també al col·lectiu Cultura i Conflicte per explicar, al projecte “Encara hi ha algú al bosc”, la paradoxa que van viure el 1992 les ciutats de Barcelona i Sarajevo, l’una en el seu moment més àlgid amb la celebració dels Jocs Olímpics, i l’altra immersa en un dels moments més foscos des del magnicidi de 1914 i la II Guerra Mundial.

## Reconeixements
El 17 de maig de 2002, coincidint amb el desè aniversari de la seva mort, l'Ajuntament de Barcelona recordà Pujol Puente en una emotiva cerimònia a Sarajevo durant la presentació de la versió bosniana del llibre Força Sarajevo, la ciutat a la nostra memòria.
L’1 d’octubre de 2004 el Rei d’Espanya i el Consell de Ministres, a proposta del Ministeri de Treball i Afers Socials, concedeixen a Jordi Pujol Puente, a títol pòstum, la Medalla al Mèrit en el Treball en la seva categoria d'or «com a reconeixement a la seva labor professional, que va ser truncada mentre desenvolupava el seu treball en una àrea de conflicte armat».
El 17 de maig de 2019, el conseller d’Acció Exterior del Govern de la Generalitat de Catalunya, Alfred Bosch, ret homenatge públic a Pujol Puente davant la Flama Eterna de Sarajevo durant una visita oficial a Bòsnia i Hercegovina.
El 23 de febrer de 2022, a proposta de la Fundació l’Educació Construeix Bòsnia i Hercegovina (OGBIH) – Jovan Divjak, el [Municipal de la ciutat de Sarajevo] vota per unanimitat concedir a Jordi Pujol Puente el títol de Ciutadà d’Honor (a títol pòstum). El guardó reconeix anualment “l'excepcional contribució de ciutadans estrangers al desenvolupament i afirmació de la ciutat, així com el desenvolupament de relacions internacionals i humanes basades en els principis de la solidaritat, la democràcia, la humanitat i la tolerància entre les persones”. Pujol Puente és el tercer català que rep aquesta distinció, després de l’alcalde de Barcelona i president de la Generalitat Pasqual Maragall (2008) i l’activista i expert en cooperació internacional i impulsor del Districte-11 Manel Vila.